# Odeda
Odeda (ou Awdeda) é uma área de governo local e cidade no estado de Ogun, Nigéria. A sede da LGA está em Odeda na auto-estrada A5.7° 13′ N, 3° 31′ L
Possui uma área de 1.560 km² e uma população de 109,522 no censo de 2006.
O código postal da área é 110.